# Магнифер

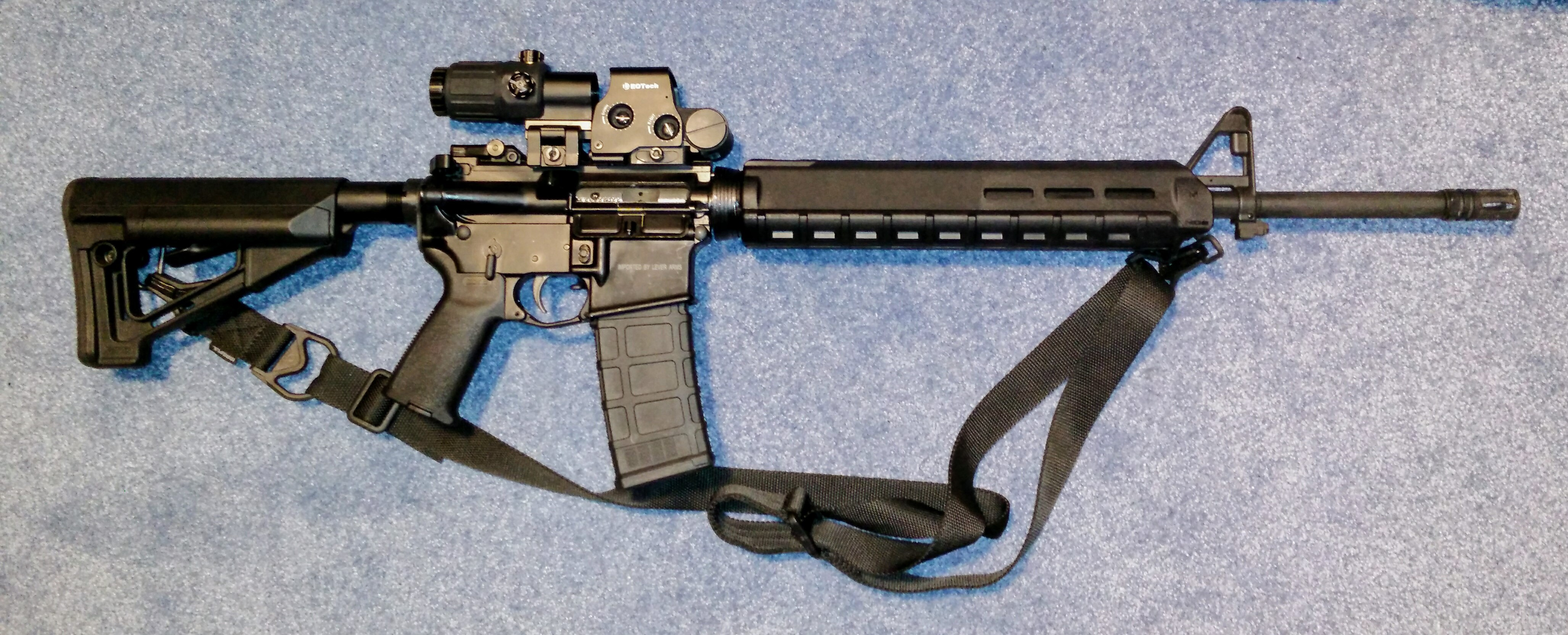
Магнифаер совместно с прицелом EOTech

Магнифаер (англ. magnifier — увеличитель) — оптический прибор, увеличивающий получаемое через прицельное приспособление изображение. В основном используется с прицелами коллиматорного типа. Фактически, магнифаер — это увеличительное стекло, лупа, для коллиматора. Устанавливается перед коллиматорным прицелом по линии прицеливая. Отличительной особенностью является отсутствие прицельной сетки и каких-либо меток. Сам магнифаер не является прицелом, так как не имеет прицельной метки. Зачастую имеет откидную конструкцию, позволяющую быстро менять кратность прицельной системы. Магнифаеры используются на различном оружии, когда открытие огня возможно на разных дистанциях и требуется как можно меньшие массогабаритные параметры прицельного комплекса.